# Lucretia Mott

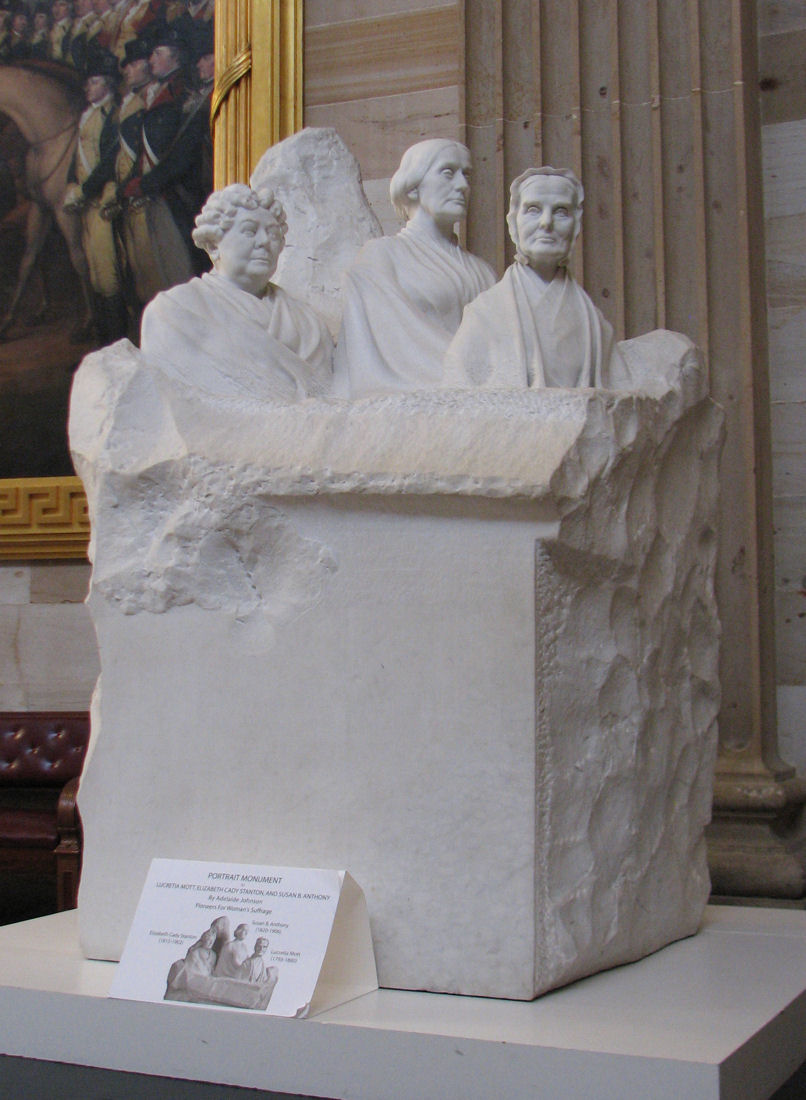
Il Portrait Monument nella U.S. Capitol rotunda, di Adelaide Johnson (1921), presenta da sinistra i leader del suffragio Elizabeth Cady Stanton, Susan B. Anthony e Lucretia Mott

Lucretia Mott, nata Lucretia Coffin (Nantucket, 3 gennaio 1793 – La Mott, 11 novembre 1880), è stata un'insegnante statunitense, quacchera, abolizionista, attivista per i diritti delle donne e riformatrice sociale e suffragetta. L'idea di riformare la posizione della donna nella società l'aveva maturata quando era tra le donne escluse dalla Convenzione mondiale contro la schiavitù tenutasi a Londra nel 1840. Nel 1848 fu invitata da Jane Hunt ad un incontro che portò al primo incontro pubblico sui diritti delle donne, la Convenzione di Seneca Falls, durante la quale fu scritta la Dichiarazione dei Sentimenti.

Lucretia Mott, dai registri del National Woman's Party

Le sue capacità oratorie la resero un'importante abolizionista, femminista e riformatrice; era stata una predicatrice quacchera all'inizio della sua età adulta. Sostenne la concessione del diritto di voto (suffragio) alle persone di colore, sia maschi che femmine. La sua casa con James era una fermata sulla Underground Railroad. La Mott aiutò a fondare il Female Medical College of Pennsylvania e lo Swarthmore College e raccolse fondi per la Philadelphia School of Design for Women. Rimase una figura centrale nei movimenti di riforma fino alla sua morte nel 1880. La zona intorno alla sua residenza di lunga data a Cheltenham Township è ora conosciuta come La Mott, in suo onore.

## Prima infanzia e istruzione
Lucretia Coffin nacque il 3 gennaio 1793 a Nantucket, Massachusetts, secondogenita di Anna Folger e Thomas Coffin. Suo padre, il capitano Thomas Coffin, era un discendente di uno degli acquirenti originali dell'isola di Nantucket e portava avanti l'occupazione del suo antenato come pescatore di balene. Sua madre gestiva l'attività mercantile di famiglia e commerciava a Boston merci in cambio di oli e candele dell'isola. Lucrezia spesso faceva piccole commissioni per sua madre, perlustrando i moli alla ricerca di provviste e aiuti per la sua famiglia. Attraverso sua madre, era una discendente di Peter Folger, un missionario a Nantucket a metà del 1600. Suo cugino era Benjamin Franklin, uno degli artefici della Costituzione, mentre altri parenti Folger erano Tories, coloro che rimasero fedeli alla Corona britannica durante la Rivoluzione americana e la sorella Abigail Mott.
Nel 1803, all'età di 10 anni, suo padre trasferì la famiglia Coffin a Boston per diventare un commerciante. Fu mandata all'età di 13 anni alla Nine Partners School, situata nella Contea di Dutchess, New York, gestita dalla Society of Friends (Quaccheri). James Mott, che sarebbe diventato suo marito, fu il suo insegnante lì. All'età di 15 anni, dopo la laurea divenne insegnante lì e apprese che gli insegnanti maschi della scuola erano pagati molto più del personale femminile, cosa che accese il suo interesse per i diritti delle donne. Da bambina era anche interessata a combattere la schiavitù. Dopo che la sua famiglia si trasferì a Filadelfia nel 1809, lei e James Mott la seguirono nel 1810. James divenne un commerciante in città.

## Vita privata

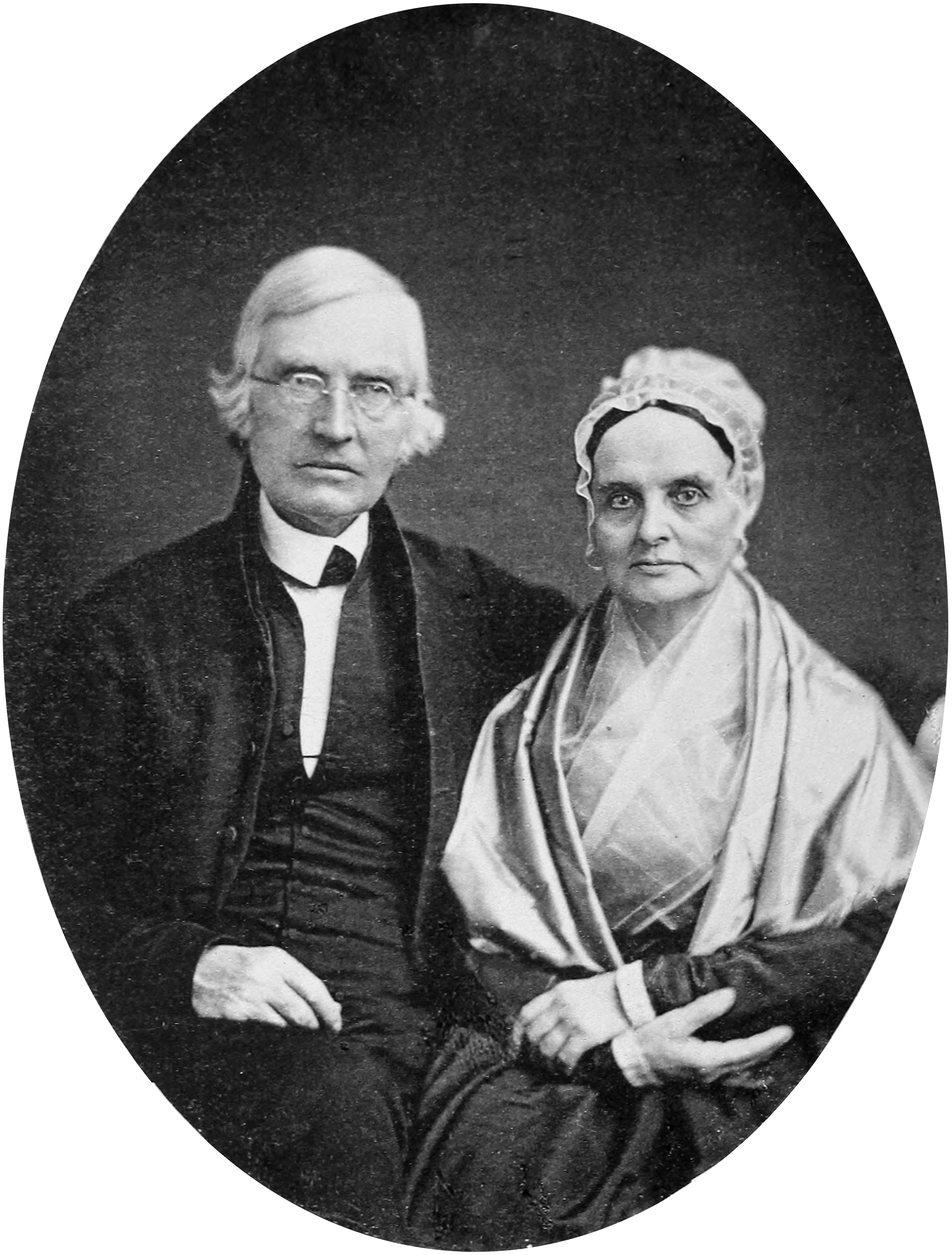
James e Lucretia Mott, 1842

Il 10 aprile 1811 Lucretia Coffin sposò James Mott al Pine Street Meeting a Filadelfia. James era un uomo d'affari quacchero che condivideva i suoi interessi contro la schiavitù, sosteneva i diritti delle donne e contribuì a fondare lo Swarthmore College. Crebbero sei figli, cinque dei quali sono diventati adulti.
La Mott morì l'11 novembre 1880 di polmonite a casa sua, Roadside, nel distretto ora conosciuto come La Mott, Cheltenham, Pennsylvania. Fu sepolta al cimitero di Fair Hill, un cimitero quaccheri a nord di Philadelphia. Al suo funerale, si verificò un lungo silenzio. Si ruppe quando qualcuno ha chiesto: "Chi può parlare?' Il predicatore è morto".

## Ministero
Nel 1821, all'età di 28 anni, la Mott fu riconosciuta dalla sua Friends Meeting ("registrata") come ministro. A quel punto predicava da almeno tre anni. Riassunse il suo punto di vista affermando: "Ho sempre amato il bene, durante l'infanzia desideravo fare il giusto e non avevo fede nell'idea generalmente accettata della depravazione umana". Viaggiò in tutti gli Stati Uniti, New England, New York, Pennsylvania, Virginia, Maryland, Ohio e Indiana e in Inghilterra. Raro per l'epoca, Mott faceva parte di un gruppo di donne single e sposate, tra cui Jane Fenn Hoskens ed Elizabeth Fry, che viaggiavano come parte del loro ministero quacchero. Fu descritta come una donna "di maniere gentili e raffinate e di grande forza di carattere". I suoi sermoni enfatizzavano la luce interiore quacchera o la presenza del Divino in ogni individuo, come predicato da Elias Hicks. Con suo marito seguirono la teologia di Hicks, che divenne il centro di uno scisma tra i quaccheri che si dividevano in hicksiti o ortodossi. Gli Hicksiti, il ramo liberale, erano talvolta considerati quaccheri unitariani (Unitarian Quakers). Gli Hicksiti erano più inclini a prendere parte ai momenti di riforma sociale, compreso l'abolizionismo e la lotta per i diritti delle donne. Altri Amici Hicksiti erano Susan B. Anthony e Alice Paul. I sermoni della Mott includevano i suoi prodotti gratuiti e altri sentimenti contro la schiavitù.
La sua teologia fu influenzata dagli unitariani tra cui Theodore Parker e William Ellery Channing, nonché dai primi quaccheri tra i quali William Penn. Credeva che "il regno di Dio è dentro l'uomo" (1749). La Mott fu tra i liberali religiosi che formarono la Free Religious Association nel 1867, con il rabbino Isaac Mayer Wise, Ralph Waldo Emerson e Thomas Wentworth Higginson.

## Abolizionista

### I primi sforzi contro la schiavitù

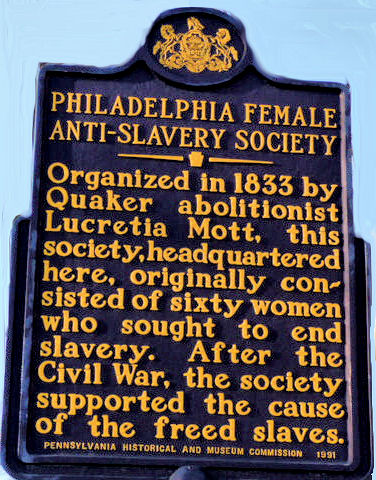
Philadelphia Female Anti-Slavery Society, n. 5° e Arch Streets, Philadelphia, Pennsylvania

Mott, la "principale abolizionista donna bianca negli Stati Uniti", invocò l'emancipazione immediata e incondizionata degli schiavi, dopo aver visitato la Virginia nel 1818.  Anche la Mott era una Garrisoniana e, come la maggior parte I quaccheri Hicksite, consideravano la schiavitù immorale e ne chiedevano la cessazione immediata. Ispirati in parte dal ministro Elias Hicks, lei e altri quaccheri Hicksite rifiutarono di usare tessuti di cotone, zucchero di canna e altri beni prodotti dalla schiavitù. Nel 1833, lei e suo marito contribuirono a fondare l'American AntiSlavery Society.  Era un'organizzazione per uomini, ma lei fu invitata al loro primo congresso come ospite. Formò e fu una leader della Female Anti-Slavery Society, che si fuse con l'organizzazione maschile nel 1839.  Fu anche un membro fondatore della Pennsylvania Anti-Slavery Society,  e, con altri bianchi e donne nere, fondarono la Philadelphia Female Anti-Slavery Society.  La Philadelphia Female Anti-Slavery Society fu fondata nel 1833 da Mott e altri abolizionisti quaccheri.  Integrata fin dalla sua fondazione, l'organizzazione si oppose sia alla schiavitù che al razzismo e sviluppò stretti legami con la comunità nera di Filadelfia.  È importante sottolineare che la Philadelphia Female Anti-Slavery Society faceva parte di una crescita del numero di gruppi antischiavista femminili che iniziarono ad emergere negli anni '30. Inoltre, Mott e altre attiviste hanno anche organizzato fiere contro la schiavitù per aumentare la consapevolezza e le entrate, fornendo gran parte dei finanziamenti al movimento.

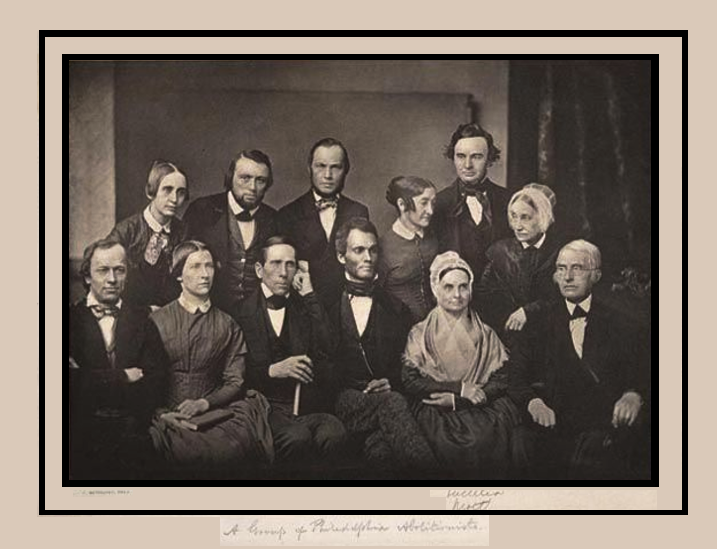
Abolizionisti di Filadelfia, Pennsylvania Anti-Slavery Society, 1851. In piedi da sinistra a destra ci sono Mary Grew, Edward M. Davis, Haworth Wetherald, Abigail Kimber, Miller McKim e Sarah Pugh. Seduti da sinistra a destra ci sono Oliver Johnson, Margaret Jones Burleigh, Benjamin C. Bacon, Robert Purvis, Lucretia Mott e James Mott.

Mott partecipò a tutte e tre le Anti-Slavery Conventions of American Women (1837, 1838, 1839). Durante la convention del 1838 a Filadelfia, una folla distrusse la Pennsylvania Hall, un luogo di incontro di recente apertura costruito dagli abolizionisti.  Mott e le delegate donne bianche e nere si sono abbracciate per uscire dall'edificio in sicurezza tra la folla. In seguito, la folla ha preso di mira la sua casa, le istituzioni e i quartieri neri di Filadelfia. Mentre un'amica reindirizzava la folla, la Mott aspettava nel suo salotto, disposta ad affrontare i suoi violenti avversari.
In mezzo alla persecuzione sociale da parte degli oppositori dell'abolizione e al dolore causato dalla dispepsia, continuò il suo lavoro per la causa abolizionista. Ha gestito il budget familiare per offrire ospitalità agli ospiti, compresi gli schiavi fuggitivi, e fece doni a enti di beneficenza. Mott è stata elogiata per la sua capacità di mantenere la sua famiglia contribuendo alla causa. Nelle parole di un redattore: "Lei è la prova che è possibile per una donna ampliare la propria sfera senza abbandonarla".

### Convenzione mondiale contro la schiavitù
Nel giugno 1840, Mott partecipò alla General Anti-Slavery Convention, meglio conosciuta come World Anti-Slavery Convention, a Londra, Inghilterra. Nonostante lo status della Mott come una delle sei delegate donne, prima dell'inizio della conferenza gli uomini votarono per escludere le donne americane dalla partecipazione e le delegate donne dovevano sedersi in un'area segregata. I leader anti-schiavitù non volevano che la questione dei diritti delle donne fosse associata alla causa della fine della schiavitù in tutto il mondo e diluisse l'attenzione sull'abolizione.  Inoltre, i costumi sociali dell'epoca negavano la piena partecipazione delle donne alla vita politica pubblica.  Anche così, Mott "fece molti discorsi significativi" alla convention.  Molti degli uomini americani presenti alla convention, tra cui William Lloyd Garrison e Wendell Phillips, protestarono contro l'esclusione delle donne. Garrison, Nathaniel Peabody Rogers, William Adam e l'attivista afroamericano Charles Lenox Remond sedevano con le donne nell'area segregata.  Gli attivisti Elizabeth Cady Stanton e suo marito Henry Brewster Stanton parteciparono alla convention mentre erano in luna di miele. La Stanton ammirava la Mott e le due donne si unirono come amiche e alleate.
Un giornalista irlandese l'ha definì la "Leonessa della Convenzione".  Mott era tra le donne incluse nel dipinto commemorativo della convenzione, che comprendeva anche attiviste britanniche: Elizabeth Pease, Mary Anne Rawson, Anne Knight, Elizabeth Tredgold e Mary Clarkson, figlia di Thomas Clarkson.  Benjamin Haydon, il creatore del dipinto, aveva intenzione di dare alla Mott un posto di rilievo nel dipinto. Tuttavia, durante una seduta del 29 giugno 1840, per cogliere le sue sembianze, non era d'accordo con le sue opinioni e decise di non usare il suo ritratto in primo piano.

### Ferrovia sotterranea e altre attività
Incoraggiato dai dibattiti attivi in Inghilterra e Scozia,  e dall'approvazione del Fugitive Slave Act of 1850,  la Mott tornò anche con nuova energia per la causa contro la schiavitù negli Stati Uniti. Lei e suo marito permisero che la loro casa nella zona di Filadelfia, chiamata Roadside, nel quartiere ora noto come La Mott, fosse utilizzata come fermata della Underground Railroad.  Continuò un attivo programma di conferenze pubbliche, con destinazioni che includevano le principali città del nord di New York e Boston, oltre a viaggiare per diverse settimane negli stati proprietari di schiavi, con discorsi a Baltimora, nel Maryland e in altre città della Virginia. Organizzò un incontro con i proprietari di schiavi per discutere la moralità della schiavitù. Nel Distretto di Columbia Mott ha programmato la sua conferenza in modo che coincidesse con il ritorno del Congresso dalla pausa natalizia; hanno partecipato più di 40 membri del Congresso. Ha avuto un'udienza personale con il presidente John Tyler che, impressionato dal suo discorso, disse: "Vorrei consegnarle Mr. Calhoun", riferendosi al senatore e oppositore dell'abolizione. Nel 1855, con molte altre donne abolizioniste, Mott partecipò al trasporto di Jane Johnson, una donna schiava, a Boston dopo che Johnson, con l'aiuto di William Still, Passmore Williamson ed altri, si era emancipata, mentre passanva per Filadelfia in un viaggio dalla Carolina del Nord a New York con il suo padrone, in conformità con la legge della Pennsylvania.

## Diritti delle donne

### Quadro generale

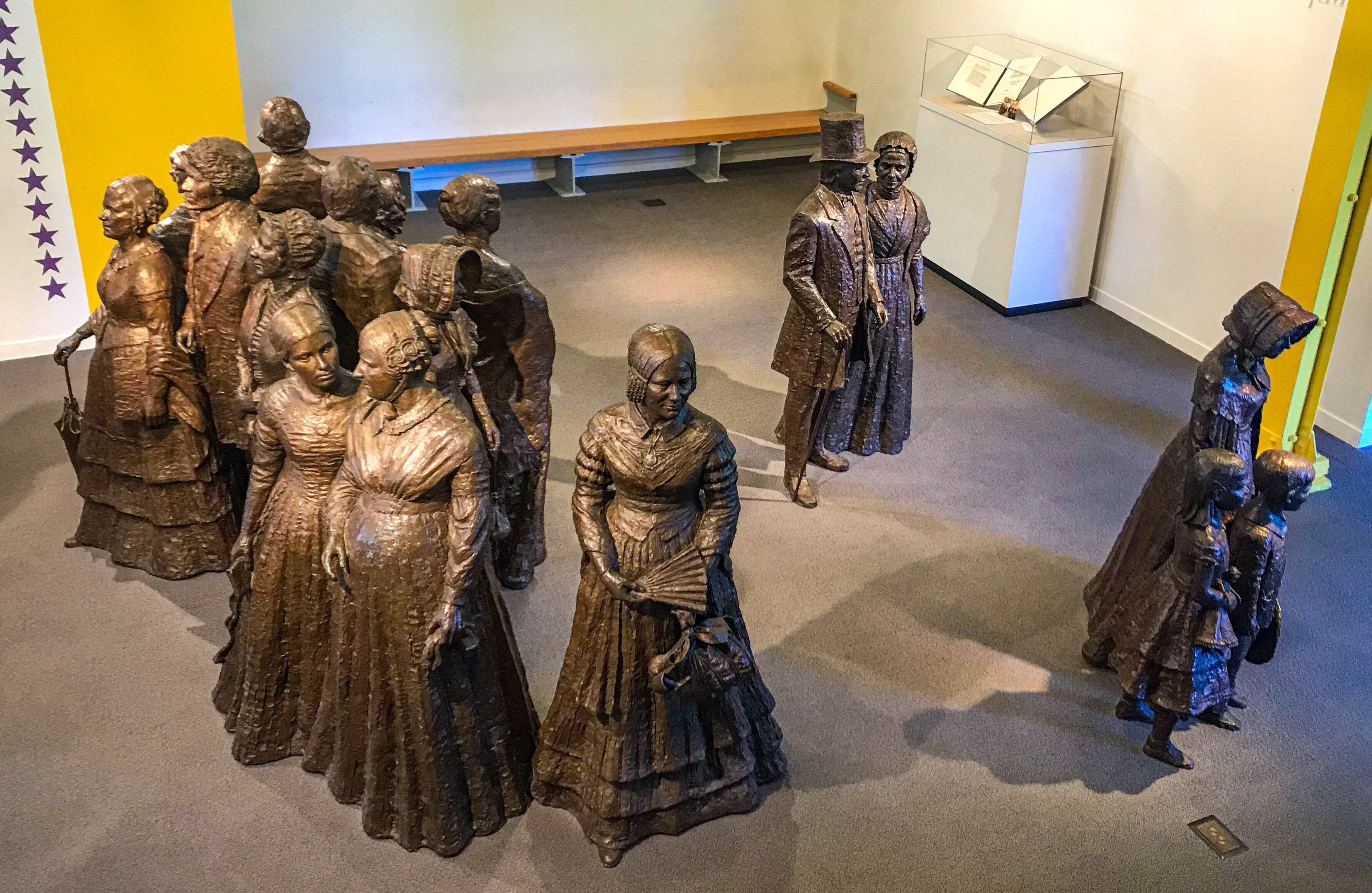
Statue "The First Wave" dello scultore Lloyd Lillie nel Centro Visitatori del Parco Storico Nazionale dei Diritti delle Donne. All'estrema sinistra si trovano Elizabeth Cady Stanton e Frederick Douglass, con Lucretia Mott e James Mott, non visibili dietro di loro; delle due donne davanti, quella a destra è Martha Coffin Wright, l'uomo e la donna in piedi insieme nella parte posteriore sono Thomas M'Clintock e Mary Ann M'Clintock. Gli altri non sono identificati.

Gli attivisti per i diritti delle donne hanno sostenuto una serie di questioni, inclusa l'uguaglianza nel matrimonio, come i diritti di proprietà delle donne e i diritti ai loro guadagni. A quel tempo era molto difficile ottenere il divorzio e quasi sempre ai padri veniva affidata la custodia dei figli. Cady Stanton ha cercato di rendere più facile ottenere il divorzio e di salvaguardare l'accesso e il controllo delle donne sui propri figli. Sebbene alcune delle prime femministe non fossero d'accordo e considerassero scandalosa la proposta di Cady Stanton, la Mott affermò "la sua grande fiducia nel rapido istinto e nella chiara intuizione di Elizabeth Stanton in tutto ciò che riguarda i diritti delle donne".
Lucretia Mott era cresciuta nella tradizione quacchera e molte delle sue convinzioni derivavano dalla sua fede. In quanto tale, rifiutava le credenze cristiane secondo le quali le scritture cristiane condonavano la schiavitù e la disuguaglianza di genere. In un discorso disse: "Le leggi date sul monte Sinai per il governo dell'uomo e della donna erano uguali, i precetti di Gesù non fanno distinzione. Coloro che leggono le Scritture, e giudicano da soli, non restando soddisfatti dell'applicazione perversa delle testo, non trovano la distinzione, che la teologia e le autorità ecclesiastiche hanno fatto, nella condizione dei sessi".
Mott è stato fondatrice e presidente della Northern Association for the Relief and Employment of Poor Women di Filadelfia (fondata nel 1846). Nel 1850 pubblicò il suo discorso Discourse on Woman , un opuscolo sulle restrizioni imposte alle donne negli Stati Uniti.

### Convenzione di Seneca Falls
Nel 1848 Mott e Cady Stanton organizzarono la Convenzione di Seneca Falls, la prima convenzione sui diritti delle donne, a Seneca Falls New York. La risoluzione della Stanton secondo cui era "dovere delle donne di questo paese assicurarsi il sacro diritto al suffragio elettivo" fu approvata nonostante l'opposizione della Mott. Lei considerava la politica corrotta dalla schiavitù e dai compromessi morali, ma presto concluse che il "diritto delle donne al suffragio elettivo, tuttavia, è lo stesso e dovrebbe esserle concesso, indipendentemente dal fatto che eserciti tale diritto o meno". Il noto abolizionista e attivista per i diritti umani Frederick Douglass era presente e ha svolto un ruolo chiave nel persuadere gli altri partecipanti ad accettare una risoluzione che chiedeva il suffragio femminile. La Mott firmò la Dichiarazione dei sentimenti di Seneca Falls.
Nonostante l'opposizione della Mott alla politica elettorale, la sua fama era arrivata nell'arena politica. Durante la Convenzione Nazionale del Partito della Libertà del giugno 1848, 5 delegati votanti votarono per Lucretia Mott come candidata del loro partito alla carica di Vicepresidente degli Stati Uniti,  rendendola la prima donna a candidarsi per quella posizione.

### Sermone agli studenti di medicina
The biological justifications of race as a biologically provable basis for difference gave rise to the stigma of innate, naturally determined inferiority in the 19th century. In 1849, Mott's "Sermon to the Medical Students" was published
Le giustificazioni biologiche della razza come base biologicamente dimostrabile della differenza hanno dato origine nel XIX secolo allo stigma dell'inferiorità innata e naturalmente determinata. Nel 1849 fu pubblicato il "Sermone agli studenti di medicina" della Mott:
"Possa tu essere fedele e prendere in considerazione fino a che punto sei partecipe di questo male, anche dei peccati di altri uomini. Fino a che punto, con il permesso, con le scuse o in altro modo, ti trovi a dare la tua approvazione a un sistema che degrada e brutalizza tre milioni di nostri simili".

### Associazione americana per la parità dei diritti

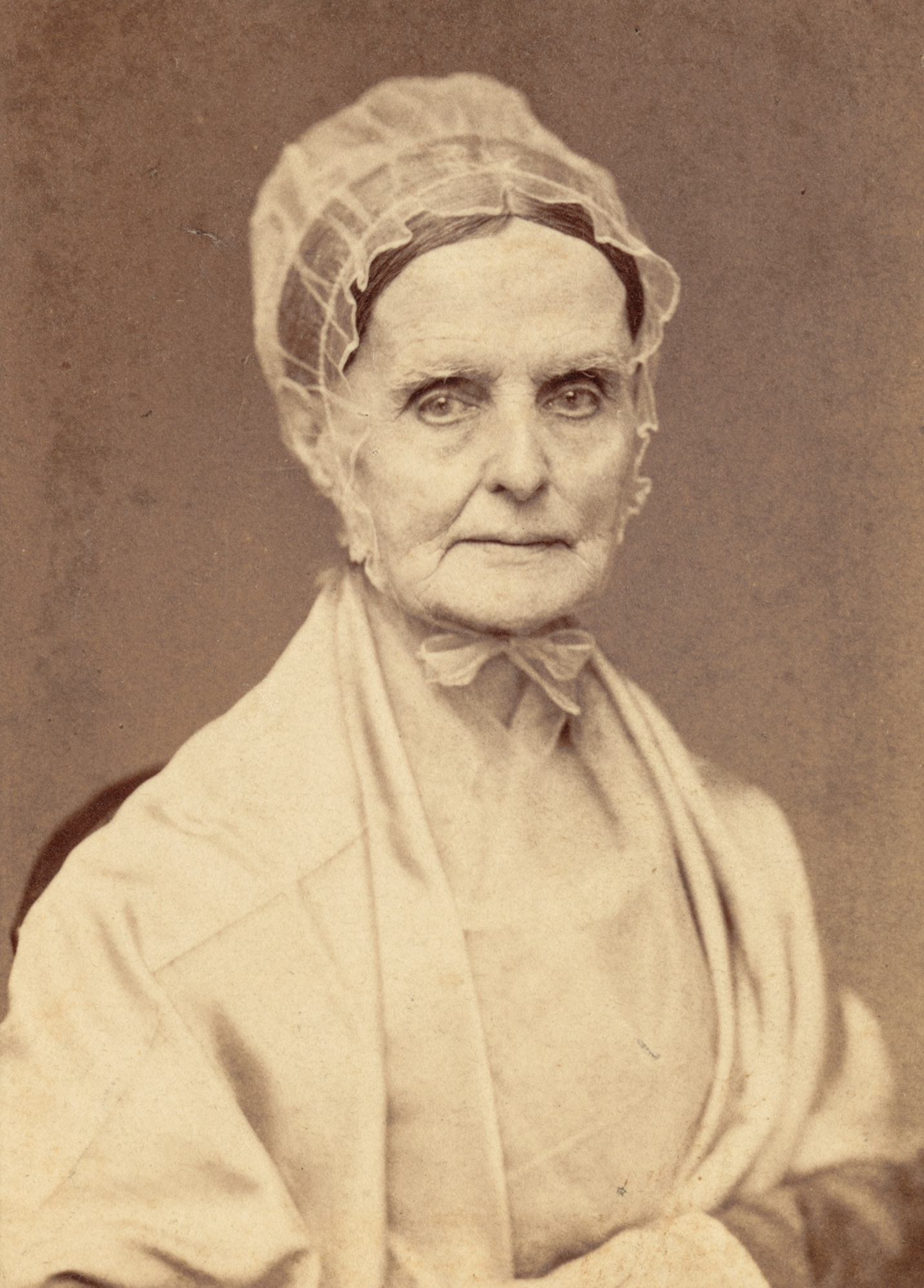
Lucretia Mott, c. 1859-1870, Collezione Biglietti da Visita, Boston Public Library.

Nel 1866, dopo la guerra civile, fu fondata l'American Equal Rights Association, con la Mott che fu il primo presidente dell'organizzazione integrata. L'anno successivo, la Mott e la Stanton divennero attive in Kansas, dove il suffragio nero e quello femminile dovevano essere decisi dal voto popolare. L'Equal Rights Association, con membri maschili e femminili, era favorevole al suffragio maschile. La Stanton e la Anthony formarono la National American Woman Suffrage Association per sole donne.

## Istituzioni educative
Con l'intenzione di creare opportunità educative per le donne, Lucretia Mott ha contribuito a fondare il Female Medical College of Pennsylvania e lo Swarthmore College a Swarthmore, Pennsylvania, vicino a Filadelfia. Ha raccolto fondi per la Philadelphia School of Design for Women.

## Pacifismo
Era una pacifista e negli anni '30 partecipò alle riunioni della New England Non-Resistance Society. Per diversi anni è stata presidente della Pennsylvania Peace Society. Si oppose alla guerra con il Messico (1846-1848). Dopo la guerra civile aumentò i suoi sforzi per porre fine alla guerra e alla violenza, e fu una voce di spicco nella Universal Peace Union, fondata nel 1866.

## Eredità
| Nome Ufficiale       | Lucretia C. Mott |
| Tipo                 | Lungo la strada |
| Criteri              | Diritti civili, Governo e politica, Governo e politica del XIX secolo, Religione, Metropolitana, Donne |
| Data stabilita       | 1 maggio 1974 |
| Luogo                | Pennsylvania Route 611 a Latham Pkwy., N di Cheltenham Ave., Elkins Park |
| Indicatore del luogo | Nelle vicinanze si trovava "Roadside", la casa dell'ardente quacchera Lucretia C. Mott (1793-1880). La sua opera più importante è stata la lotta contro la schiavitù, i diritti delle donne, la temperanza e la pace. |

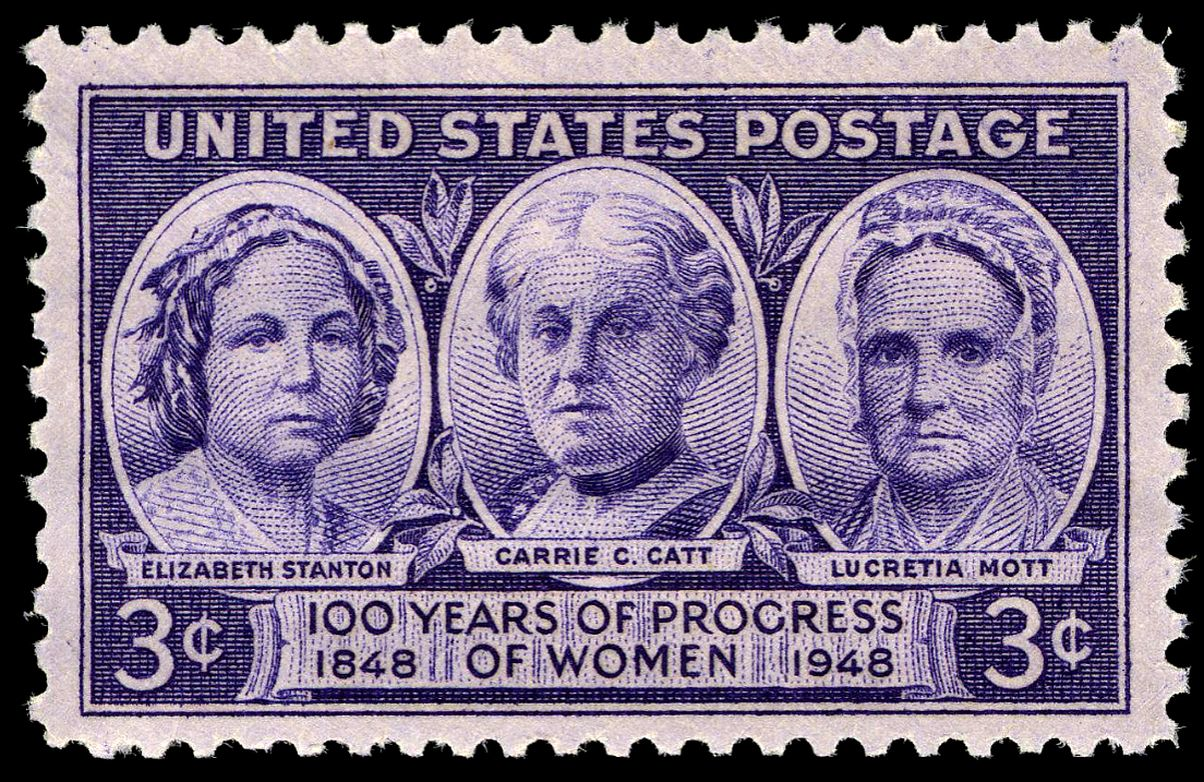
Francobollo commemorativo degli Stati Uniti del 1948, della Seneca Falls Convention intitolato 100 anni di progresso delle donne: 1848-1948. Da sinistra Elizabeth Cady Stanton, Carrie Chapman Catt, Lucretia Mott.

Susan Jacoby ha scritto: "Quando la Mott morì nel 1880, fu ampiamente giudicata dai suoi contemporanei, anche da molti che si erano opposti al suo tipo di abolizionismo e che continuavano a opporsi alla parità dei diritti per le donne, come la più grande donna americana del XIX secolo".
Il primo volume di Storia del Suffragio Femminile (History of Woman Suffrage), pubblicato nel 1881, afferma: "QUESTI VOLUMI SONO AFFETTUOSAMENTE DEDICATI ALLA Memoria di Mary Wollstonecraft, Frances Wright, Lucretia Mott, Harriet Martineau, Lydia Maria Child, Margaret Fuller, Sarah e Angelina Grimké, Josephine S. Griffing, Martha C. Wright, Harriot K. Hunt, M.D., Mariana W. Johnson, Alice e Phebe Carey, Ann Preston, M.D., Lydia Mott, Eliza W. Farnham, Lydia F. Fowler, M.D., Paulina Wright Davis, Le cui Ferventi Vite e Parole Senza Paura, nel Richiedere Diritti Politici per le Donne, sono state, nella preparazione di queste pagine, una costante ispirazione PER I REDATTORI".
La sezione di Camp Town di Cheltenham Township, Pennsylvania, che era il sito di Camp William Penn e della casa della Mott, Roadside, fu ribattezzata La Mott in suo onore nel 1885.
La Mott viene commemorata insieme a Elizabeth Cady Stanton e Susan B. Anthony nel Portrait Monument, una scultura del 1921 di Adelaide Johnson nel Campidoglio degli Stati Uniti. Originariamente tenuta in mostra nella cripta del Campidoglio degli Stati Uniti, la scultura è stata spostata nella sua posizione attuale ed esposta in modo più visibile nella rotonda nel 1997.
Una versione dell'Equal Rights Amendment del 1923, che differisce dal testo attuale, è stata denominata emendamento Lucretia Mott. Quella bozza diceva: "Uomini e donne avranno uguali diritti in tutti gli Stati Uniti e in ogni luogo soggetto alla sua giurisdizione. Il Congresso avrà il potere di far rispettare questo articolo mediante una legislazione appropriata".

## Dediche a Lucretia Mott
Nel 1948 l'ufficio postale degli Stati Uniti ha emesso un francobollo intitolato 100 anni di progresso delle donne: 1848-1948, in occasione del centenario della Convenzione di Seneca Falls, con Elizabeth Cady Stanton, Carrie Chapman Catt e Lucretia Mott: Elizabeth Cady Stanton a sinistra, Carrie Chapman Catt al centro, Lucretia Mott a destra.
Nel 1983 la Mott è stata inserita nella National Women's Hall of Fame.
Nel 2005 la Mott è stato inserita nella National Abolition Hall of Fame, a Peterboro, New York.
Nel 2015 il P.S. 215 Lucretia Mott, nel Queens, New York, chiuse; fu rinominato in suo onore.
Il Dipartimento del Tesoro degli Stati Uniti ha annunciato nel 2016 che un'immagine della Mott apparirà sul retro di una banconota da 10 dollari, recentemente progettata insieme a Sojourner Truth, Susan B. Anthony, Elizabeth Cady Stanton, Alice Paul ed alla Processione del 1913 per il suffragio femminile. Progetti per le nuove banconote da 5, 10 e 20 dollari saranno svelati nel 2020 in concomitanza con il 100º anniversario della conquista del diritto di voto da parte delle donne americane tramite il diciannovesimo emendamento.
A lei è stata intitolata la Lucretia Mott School di Washington.
La sala Lucretia Mott nella Friends House di Londra porta il suo nome, così come la sala Lucretia Mott nel Friends Center di Filadelfia e la sala Lucretia Mott nello Swarthmore College, precedentemente chiamata sala conferenze Parrish E 254.

## Annotazioni
1. ↑  Donne del secolo (1893) afferma che divenne ministro nel 1818.[3]